# 和歌山県立理科短期大学
和歌山県立理科短期大学（わかやまけんりつりかたんきだいがく、英語: Wakayama College of Science Studies）は、和歌山県和歌山市美園町5に本部を置いていた日本の公立大学である。1950年に設置され、1955年に廃止された。

## 概要

### 大学全体
- 和歌山県和歌山市に所在した[4]日本の公立短期大学で、設置主体は和歌山県。
- 和歌山県立医科大学予科を源流とし、国内で最初に認可された短期大学149校[注 1]の1校として、1950年に1学科80名体制で開学した[5]。
- 1953年度の入学生を最後に、1955年に短期大学としての使命を終える[6][注釈 2]。

### 教育および研究
- 和歌山県立理科短期大学は当時、日本全国でただ一つの理科専門の学科をもつ短大として設置され、化学生物に関する専攻科目が置かれていた。

## 沿革
- 1947年
  - 6月 旧制和歌山県立医科大学予科を設置[7]。
- 1949年
  - 10月 文部省[注釈 3]に短期大学[注 2]の設置認可に関する申請を以下の通り行う。[注 3]。
    - 数物科 入学定員50
    - 物化科 入学定員50
    - 生化科 入学定員50
- 1950年
  - 3月14日 左記を以て短期大学の設置が文部省[注釈 3]より認可される[14]。ただし、以下の通り変更となる。
    - 数物科 入学定員50→不認可
    - 物化科 入学定員50→生物化学専攻 50
    - 生化科 入学定員50→不認可

  - 4月1日 左記を以て和歌山県立理科短期大学が上記の学科体制にて開学[注 4]。
- 1951年
  - 3月 旧制和歌山県立医科大学予科を廃止する[7]。
- 1953年
  - 4月1日 この年度で学生募集を最後とする[注釈 4]
- 1955年
  - 3月31日 廃止される[18][注釈 2]。

## 基礎データ

### 所在地
- 和歌山県和歌山市美園町5

## 教育および研究

### 組織

#### 学科
- 理科 化学生物専攻 入学定員50名[注 5]

#### 専攻科
- なし

#### 別科
- なし

#### 学生数
| 年度   | 入学定員 | 総定員 | 学生数    | 出典および備考 |
| ------ | -------- | ------ | --------- | -------------- |
| 1950年 | 50       | 50     | 男34 女5  | [ 注 6 ]       |
| 1951年 | 50       | 100    | 男54 女11 | [ 注 6 ]       |
| 1952年 | 50       | 100    | 男51 女9  | [ 注 6 ]       |
| 1953年 | 50       | 100    | 男48 女14 | [ 注 6 ]       |
| 1954年 | 0        | 50     | 男22 女8  | [ 20 ]         |

## 大学関係者と組織

### 大学関係者一覧

#### 大学関係者
- 古武弥四郎[21]

## 対外関係

### 関係校
- 和歌山県立医科大学